# トコトコダンダン
木津川遊歩空間「トコトコダンダン」は、大阪市内を流れる木津川沿い大阪市西区立売堀6～新町4丁目の区間で展開された遊歩道事業の遊歩道と広場、連続する三角形のような平面のオープンスペース。

## 概要
大阪府西大阪治水事務所が大阪市西区の木津川左岸を遊歩空間として2012年から整備を開始した。
設計案は、岩瀬諒子設計事務所。江之子島文化芸術創造センタープラットフォーム部門（仕組みづくり）は忽那裕樹(E-DESIGN）が担当している。
遊歩道部分が2016年3月に、2017年の4月に全体が完成。
この計画は、江之子島文化芸術創造センター（通称enoco）がプラットフォーム形成支援事業を採択、誰でも応募可能で実現性も高いデザインコンペスキームの構築を行った。その後地域ワークショップを開始し、計画案をアイデアコンペで募集にいたる。そして利活用の促進等の制度設計補助業務として、西大阪治水事務所が設計・工事の発注や監督を行うこととなった。
コンペの結果については、段々畑をコンセプトにした岩瀬諒子設計事務所の提案が最優秀となる。さらにトコトコダンダンという名前も公募による。
元々の護岸は、直立の矢板護岸にコンクリート化粧ブロックで囲われた形であったが、これに張り出す形で、段々畑が作られていく。この一帯については西大阪治水事務所が護岸を2010年度までに耐震補強工事を行うこととなった。遊歩道は、この護岸を土台にしており、護岸天端を一部撤去して新たに片持ち梁形式の上部構造を増築することで一体化をはかり、護岸天端の幅を最大で5.4メートルに拡幅したうえで遊歩道を確保している。途中広くオープンスペースになる部分が独特の平面形状になっているが、元々は広場の方向に続く堀と木津川の接続部を埋め立てた箇所にあたる。
第2回 日本建築設計学会賞（大賞候補作品）、グッドデザイン賞2018、土木学会デザイン賞2018年度,2019年度奨励賞を受賞している

## 参考
- ～DESIGNで人・まち・水辺をつなぐ～ 木津川遊歩空間整備事業
- 最優秀賞岩瀬諒子氏のデザイン案 ： 大阪府HP
- 「ひな壇」で水辺とまちをつなぐ 木津川遊歩空間（大阪市西区） 日経コンストラクション
- 都市の空閑地における建築的介入にみる時間的文脈と既存環境 ...
- 令和2年度 緑の募金中央事業 - 国土緑化推進機構